# Konference CECC09
Konference CECC09, plným názvem 9th Central European Conference on Cryptography, byla devátým mezinárodním setkáním odborníků z kryptografie, které se každoročně koná v jedné ze středoevropských zemí a které se uskutečnilo 23.–26. června 2009 v Třebíči.

## Hlavní přednášející
- Pierrick Gaudry, CNRS–LORIA, Nancy, Francie, Searching a Secure Genus 2 Curve with Small Parameters over a Prime Field
- Tor Helleseth, The Selmer Center, Department of Informatics, University of Bergen, Norsko, Attacks on the Filter Generator and Nonlinear Combiner Generator
- Michael J. Jacobson, Jr., Department of Computer Science, University of Calgary, Kanada, Cryptographic Aspects of Real Hyperelliptic Curves
- Alexander Kholosha, The Selmer Center, Department of Informatics, University of Bergen, Norsko, m-sequences with Good Cross Correlation for Communications and Cryptography
- Renate Scheidler, Department of Mathematics and Statistics, University of Calgary, Kanada, Efficient Divisor Reduction on Hyperelliptic Curves
- Igor Semaev, The Selmer Center, Department of Informatics, University of Bergen, Norsko, Multiple Side Equations over Finite Fields
- Rainer Steinwandt, Center for Cryptology and Information Security (CCIS) at Florida Atlantic University, USA, Violating Key Separation: On Using One Secret Key for Two Purposes